# Le Gentleman des Antipodes
Le Gentleman des Antipodes est un téléfilm français de Boramy Tioulong. Il est inspiré d'un roman du même nom de Pierre Véry.

## Fiche technique
- Réalisation : Boramy Tioulong
- Scénario : Christiane Lamorlette - adaptation, d’après le roman de Pierre Véry
- Photographie : Georges Leclerc
- Date de diffusion : 4 novembre 1976 sur Antenne 2

## Distribution
- Gilles Segal : Prosper Lepicq (le hibou)
- Rosy Varte : Mme Vigerie
- Raymond Gérôme : Vigerie (l'aigle)
- Marc Fayolle : Jugonde
- Paul Le Person : le bossu
- Armand Mestral : Fronsac
- Jean Saudray : Choucard (le singe)
- Jean Martin : Sainte-Rose (le poisson)
- Francis Lax : Abadie (le chien)
- Jean-Paul Zehnacker : Billig (le loup)
- Ginette Garcin : Méline #1 (la souris)
- Nita Klein : Méline #2 (la belette)
- Jean Obé : Larinière (l'insecte)
- Hélène Calzarelli : Colette
- Franck Cabot-David : Aurouet (l'ange) (sous le nom de "Frank David")
- Jean Laroquette : Paturaud
- Manu Pluton
- Jean Saudray

## DVD
En mai 2013, ce téléfilm a été édité en DVD par l'INA dans sa collection "Les Inédits fantastiques".